# Pendeli (gmina)
Pendeli (gr. Δήμος Πεντέλης, Dimos Pendelis) – gmina w Grecji, w administracji zdecentralizowanej Attyka, w regionie Attyka, w jednostce regionalnej Ateny-Sektor Północny. Siedzibą gminy jest Melisia. W jej skład wchodzą ponadto miejscowości: Nea Pendeli, Dau Pendeli i Pendeli. W 2011 roku liczyła 34 934 mieszkańców. Powstała 1 stycznia 2011 roku w wyniku połączenia dotychczasowych gmin: Melisia, Pendeli i Nea Pendeli.